# Alfonso Bedoya
Alfonso Bedoya, all'anagrafe Benito Alfonso Bedoya y Díaz de Guzmán (Sonora, 16 aprile 1904 – Città del Messico, 15 dicembre 1957), è stato un attore messicano.

## Biografia
Nato nella piccola città messicana di Vicam, nello stato di Sonora, Bedoya ebbe un'infanzia movimentata al seguito della numerosa famiglia, in continuo spostamento nel territorio del Messico. Dopo il trasferimento a Houston (Texas), abbandonò la scuola all'età di 14 anni per esercitare i più svariati mestieri, dall'operaio delle ferrovie al lavapiatti, dal cameriere al raccoglitore di cotone.
Rientrato in patria, Bedoya trovò lavoro nell'industria cinematografica e per tutti gli anni trenta apparve in film di produzione messicana. All'inizio degli anni quaranta iniziò a comparire in film di produzione hollywoodiana come attore caratterista. Tra i suoi ruoli più memorabili, da ricordare quello di "Gold Hat" nel film Il tesoro della Sierra Madre (1948) di John Huston, accanto a Humphrey Bogart, Walter Huston e Tim Holt. L'efficace e incisiva interpretazione del bandito messicano consentì a Bedoya di ottenere altre parti di rilievo a Hollywood e di conquistare grande popolarità.
Durante gli anni cinquanta, Bedoya continuò a dividersi tra Hollywood e il Messico, lavorando in molte pellicole d'avventura statunitensi, tra le quali Le avventure di Capitan Blood (1950), Sombrero (1953) e La fine di un tiranno (1954).
Poco dopo aver terminato di girare l'epico western Il grande paese (1958) di William Wyler, Bedoya tornò in Messico come faceva abitualmente. Vittima da tempo dell'alcolismo, morì improvvisamente il 15 dicembre 1957, per un attacco di cuore, in un motel di Città del Messico, al culmine della carriera.

## Filmografia parziale
- La abuelita, regia di Raphael J. Sevilla (1942)
- Abbandonata (Las abandonadas), regia di Emilio Fernández (1943)
- Gran Casino, regia di Luis Buñuel (1947)
- Il tesoro della Sierra Madre (The Treasure of the Sierra Madre), regia di John Huston (1948)
- Angelo in esilio (Angel in Exile), regia di Allan Dwan, Philip Ford (1948)
- Il sortilegio delle Amazzoni (Angel on the Amazon), regia di John H. Auer (1948)
- I cavalieri dell'onore (Streets of Laredo), regia di Leslie Fenton (1949)
- Mercanti di uomini (Border Incident), regia di Anthony Mann (1949)
- Le avventure di Capitan Blood (Fortunes of Captain Blood), regia di Gordon Douglas (1950)
- La rosa nera (The Black Rose), regia di Henry Hathaway (1950)
- Furia rossa (Furia roja), regia di Steve Sekely, Victor Urruchua (1951)
- Il cavaliere del deserto (Man in the Saddle), regia di André De Toth (1951)
- La conquista della California (California Conquest), regia di Lew Landers (1951)
- Sombrero, regia di Norman Foster (1953)
- Lo straniero ha sempre una pistola (The Stranger Wore a Gun), regia di André De Toth (1953)
- La fine di un tiranno (Border River), regia di George Sherman (1954)
- Il pirata nero (The Black Pirates), regia di Allen H. Miner (1954)
- Ricochet Romance, regia di Charles Lamont (1954)
- La banda dei dieci (Ten Wanted Men), regia di H. Bruce Humberstone (1955)
- Il grande paese (The Big Country), regia di William Wyler (1958)

## Doppiatori italiani
- Carlo Romano in Il sortilegio delle Amazzoni, Le avventure di Capitan Blood, La fine di un tiranno
- Olinto Cristina in Il tesoro della Sierra Madre
- Nino Bonanni in Sombrero
- Stefano Sibaldi in Lo straniero ha sempre una pistola
- Bruno Persa in Il grande paese